# Christian Broadcasting Network
Christian Broadcasting Network (CBN, en español: Red de Radiodifusión Cristiana) es una cadena de televisión cristiana estadounidense, fundada por el telepredicador evangélico Pat Robertson. La cuartel general y las instalaciones de CBN se encuentran en Virginia, un estado del sur de Estados Unidos.

## Historia
Christian Broadcasting Network tiene sus orígenes en la compra de la licencia de una estación de televisión, WTOV-TV, en 1959 por el Pastor bautista Pat Robertson, dueño de una empresa de electrónica en Nueva York y se graduó del Seminario Teológico de Nueva York. En 1960 se fundó oficialmente el canal CBN y la primera emisión tuvo lugar en 1961. En abril de 1977, fue la primera red en obtener una licencia para operar un satélite.

## Programación
CBN retransmite programas para diferentes ministerios cristianos: talk shows, magacines, videos musicales, informativos, documentales, películas, y series de televisión son emitidas. El programa estrella del canal se llama The 700 Club es uno de los más antiguos del panorama televisivo estadounidense y se transmitió en 39 idiomas en 138 países en 2016.